# Amietophrynus funereus
Amietophrynus funereus е вид жаба от семейство Крастави жаби (Bufonidae). Видът е незастрашен от изчезване.

## Разпространение
Разпространен е в Ангола, Бурунди, Габон, Демократична република Конго, Руанда и Уганда.